# Jacek Sempoliński
Jacek Sempoliński (27 de marzo de 1927 en Varsovia-30 de agosto de 2012) fue un pintor, ilustrador, educador, crítico y ensayista polaco.

## Biografía
De 1943 a 1944 estudió en la escuela clandestina Konrad Krzyzanowski en Varsovia. Estudió pintura en la Academia de Bellas Artes de Varsovia, junto a Eugeniusz Eibisch entre los años 1946-1951. Se graduó en 1956 y trabajó como profesor en su alma mater.

## Premios
Recibió el premio Kazimierz Ostrowski en 2004.

## Obra
Desde 2011, su obra se puede ver en el Festival de las Cuatro Culturas de Lodz - la apertura fue bajo el nombre de "mano de tintorero".